# ドラゴン・リブレ
ドラゴン・リブレ（1992年11月24日 - ）は、日本の男性覆面レスラー。三重県四日市市出身。プロレスリングFREEDOMS所属。血液型A型。

## 経歴
2016年4月17日、プロレスリングFREEDOMS広島マリーナホップ大会でFREEDOMS初の生え抜きレスラー「練習生マスク（仮）」の名前でプレデビュー。 
5月2日、FREEDOMS後楽園ホール大会の対マンモス佐々木戦でデビュー。
6月6日、暗黒プロレス組織666新木場1stRING大会で左ひざ靭帯を断裂して長期欠場。
9月22日、FREEDOMSラジアントホール大会で復帰前のエキシビジョンマッチ。
10月16日、宮古島トゥリバー地区で開催されたFREEDOMSと琉球ドラゴンプロレスリングとの合同興行「宮古島プロレスまつり2016」で復帰。
2017年1月から5月、「全試合負けたらクビ」を条件として「試練の七番勝負」が行われた。
1. 1月26日 : ○木高イサミ VS ドラゴン・リブレ×
2. 2月11日 : ○新井健一郎 VS ドラゴン・リブレ×
3. 3月2日 : ○丸山敦 VS ドラゴン・リブレ×
4. 3月23日 : ○高岩竜一 VS ドラゴン・リブレ×（2カウントハンディマッチ）
5. 4月8日 : ○真霜拳號 VS ドラゴン・リブレ×
6. 4月16日 : ○バラモン・ケイ&バラモン・シュウ VS 百田光雄&ドラゴン・リブレ×
7. 5月2日 : ○佐々木貴 VS ドラゴン・リブレ×

結果は7戦全敗でクビが決定してしまい、最終戦終了直後は不遜な態度をとりつつも残留を懇願し、佐々木の温情でクビは保留されている。
2019年12月22日のFREEDOMS小山大会で右肩を負傷し長期欠場。
2020年8月9日、FREEDOMS新木場1stRING大会の大和ヒロシ戦で復帰。
2021年、劇団コラソンとのコラボにて、自団体「dWo」を旗揚げ。
2023年8月11日、FREEDOMS横浜武道館大会で、香取貴大と組み、熱望していた新日本プロレスの高橋ヒロムと高岩竜一と対決するも完敗。
町田市在住。

## 得意技
サンタ・ムエルテ
モルリダ
公認ヨシタニック
メサイヤ

## 入場曲
- play it so loud（松本孝弘）